# Area/恋をするんだ/春玄鳥
『a r e a/恋をするんだ/春玄鳥』（エリア/こいをするんだ/はるつばめ）は、Hey! Say! JUMPの32作目のシングル。初のトリプルA面作品。2022年5月25日にジェイ・ストームから発売された。

## 概要
本作はグループ初のトリプルタイアップ作品。
「a r e a」は、伊野尾慧出演のテレビ朝日系ドラマ『家政夫のミタゾノ』主題歌、ノスタルジックな旋律がmellowなエレクトロニック・ダンス・ミュージックトラックと一体化した異色作。
「恋をするんだ」は、山田涼介主演のテレビ朝日系ドラマ『俺の可愛いはもうすぐ消費期限!?』主題歌、「きりがないほどに溢れる君への想い」「伝えられないのは君のせいじゃない。君の隣が似合う僕になれたら」など恋する君への愛しい気持ちをありのままの言葉で綴り、不器用な恋をする人全てに届ける切ない片想いラブソング。MVには同ドラマで山田と共演する芳根京子が出演している。
「春玄鳥」は、読売テレビ・日本テレビ系 TVアニメ『ラブオールプレー』主題歌、疾走感溢れる爽快な青春ソング。
活動休止中の八乙女光はCDの「春玄鳥」音源・各Mix歌唱音源、および全形態ジャケット写真とブックレットのみ参加。

## リリース
初回限定【a r e a】盤・初回限定【恋をするんだ】盤・初回限定【春玄鳥】盤（各CD+DVD / Blu-ray）、通常盤（CD）の4形態で発売。初回限定盤のスペシャル三方背ケースは、Mysterious Purple、Love Blossom、Blue Birdの各仕様。また、3形態それぞれの「CD封入用紙」に印字されているシリアルコードを3枚使用することで、2021年12月19日17:30から配信される『第三回 Hey! Say! JUMPオンラインミーティング』の視聴が可能。

### 通常盤予約先着特典
「a r e a」「恋をするんだ」「春玄鳥」のミュージックビデオ撮影メイキングを含んだA4サイズの28Pスペシャルフォトブック、Concept Booklet of The 3 Songs付属。

## 収録曲

### 初回限定【a r e a】盤
CD
1. a r e a [3:42]
作詞・作曲：kaoru / 編曲：辻村有記、伊藤賢
  - テレビ朝日系 金曜ナイトドラマ『家政夫のミタゾノ』主題歌

2. 恋をするんだ [4:55]
作詞：YUUKI SANO / 作曲：YUUKI SANO、柳川陽香 / 編曲：柳川陽香、Atsushi Shimada、遠藤ナオキ
  - テレビ朝日系 オシドラサタデー『俺の可愛いはもうすぐ消費期限!?』主題歌

3. 春玄鳥 [4:43]
作詞：片岡健太（sumika） / 作曲：小川貴之（sumika） / 編曲：遠藤ナオキ、小川貴之（sumika）
  - 読売テレビ・日本テレビ系 TVアニメ『ラブオールプレー』主題歌

4. ウィークエンダー（Torikae Mix） [4:08]

DVD / Blu-ray
- 「a r e a」Video Clip
- 「a r e a」Making of Video Clip

### 初回限定【恋をするんだ】盤
CD
1. 恋をするんだ
2. 春玄鳥
3. a r e a
4. TO THE TOP（Torikae Mix） [3:31]

DVD / Blu-ray
- 「恋をするんだ」Video Clip
- 「恋をするんだ」Making of Video Clip
- 「恋をするんだ」Video Clip (Close-up Ver.)

### 初回限定【春玄鳥】盤
CD
1. 春玄鳥
2. a r e a
3. 恋をするんだ
4. 僕はVampire（Torikae Mix） [3:48]

DVD / Blu-ray
- 「春玄鳥」Video Clip
- 「春玄鳥」Making of Video Clip
- 「春玄鳥」Dance Practice♪♡☆!?

### 通常盤
CD
1. a r e a
2. 恋をするんだ
3. 春玄鳥
4. Happy! Birthdaaaaaaaay [4:17]
作詞：玉谷友輝 / 作曲：Janne Hyoty、玉谷友輝 / 編曲：Janne Hyoty、Alcedo
5. a r e a（オリジナル・カラオケ） [3:41]
6. 恋をするんだ（オリジナル・カラオケ） [4:55]
7. 春玄鳥（オリジナル・カラオケ） [4:43]
8. Happy! Birthdaaaaaaaay（オリジナル・カラオケ） [4:16]

## チャート成績
2022年5月31日発表のオリコン週間シングルランキングで、前作『Sing-along』を上回る22.9万枚を売り上げ初登場1位となり、デビューシングルから32作連続1位の記録を更新した。